# 伊奈忠敬
伊奈 忠敬（いな ただひろ、元文元年（1736年） - 安永7年3月12日（1778年4月9日））は、江戸時代中期の旗本、関東郡代。柳沢吉里の六男。母は側室の大原氏。伊奈忠宥の養子。幼名大助。通称、半左衛門。妻は豊。子に伊奈忠善、美喜（伊奈忠尊室）。養子に伊奈忠尊（板倉勝澄の子）。
明和6年（1769年）12月7日、養父が没すると関東郡代に就任する。安永4年（1775年）、勘定吟味役首座となり同職を兼ねる。没後、婿養子の忠尊が跡を継いで関東郡代となる。忠尊に実子がなかったので忠善を養子にしたが、後に忠尊の側室に子ができた。このため内紛が起き、伊奈家改易の口実となった。 